# Lawana marginata
Lawana marginata är en insektsart som först beskrevs av Walker 1859.  Lawana marginata ingår i släktet Lawana och familjen Flatidae. Inga underarter finns listade i Catalogue of Life.